# Selektin
Selektini (CD62) so družina površinskih glikoproteinov, ki prehodno posredujejo od Ca2+ odvisno medcelično adhezijo, na primer pritrjevanje levkocitov na endotelijske celice).
Ime selektin izhaja iz besed »select« in »lektin«, slednji so vrsta beljakovin, ki prepoznavajo ogljikovodike.

## Tipi
Poznamo tri tipe selektina:
- E-selektin (v endotelialnih celicah)
- L-selektin (v levkocitih)
- P-seletin (v trombocitih in »endotelialnih« celicah)

## Funkcija
Med vnetjem dražljaji, kot sta histamin in trombin, spodbudijo endotelijske celice, da mobilizirajo P-selektin iz zalog v notranjosti celice, da se premakne na celično površino. Citokini, kot je TNF-alfa, stimulirajo izločanje E-selektina in dodatnega P-selektina v časovnem obdobju nekaj ur.
Ko se levkocit kotali po steni žile, se lektinu podobna distalna domena veže na določene ogljikovohidratne skupine na proteinih (kot je PSGL-1) na levkocitih, ki upočasni celico in ji omogoči izstop iz žile, da vstopi na mesto infekcije.

## Raziskave
Selektini so vpleteni v pomembne biomedicinske raziskave. En projekt vključuje uporabo selektinov in nanonaprav za zdravljenje raka. Raziskovalci poizkušajo izdelati napravo zmožno uničevanja rakavih celic, ki krožijo v krvi. Znanstveniki so kovalentno dodajali selektine na »epoxy« površino, da vzpodbuja tumorne celice in ostale celice, da se kotalijo. Na površini je tudi ligand, ki selektivno signalizira rakavim celicam, da izvedejo apoptozo ali celično smrt. Brez selektinov bi bila naprava nezmožna upočasnjevanje rakave celice in s tem nezmožna ubijanja le-teh. 
Selektini so vpreteni tudi v projektih za zdravljenje osteoporoze, bolezni, ki se pojavi ko kostotvorne celice imenovane »osteoblasti« postanejo preveč redke. Osteoblasti se razvijejo iz matičnih celic in znanstveniki upajo, da bodo nekoč bili sposobni ozdraviti osteoporozo z dodajanjem matičnih celic v pacientov kostni mozeg. Raziskovalci so razvili možnost uporabe selektinov, za usmerjanje matičnih celic, ki pridejo iz vaskularnega sistema, v kostni mozeg. E-selektini so konstituitivno izraženi v kostnem mozgu in raziskovalci so pokazali, da označevanje matičnih celic z določenim glikoproteinom povzroči migracijo teh celic v kostni mozeg. S tem bojo morda nekoč selektini zelo pomembni pri regenerativni terapiji za osteoporozo.